# 국제 생물 올림피아드

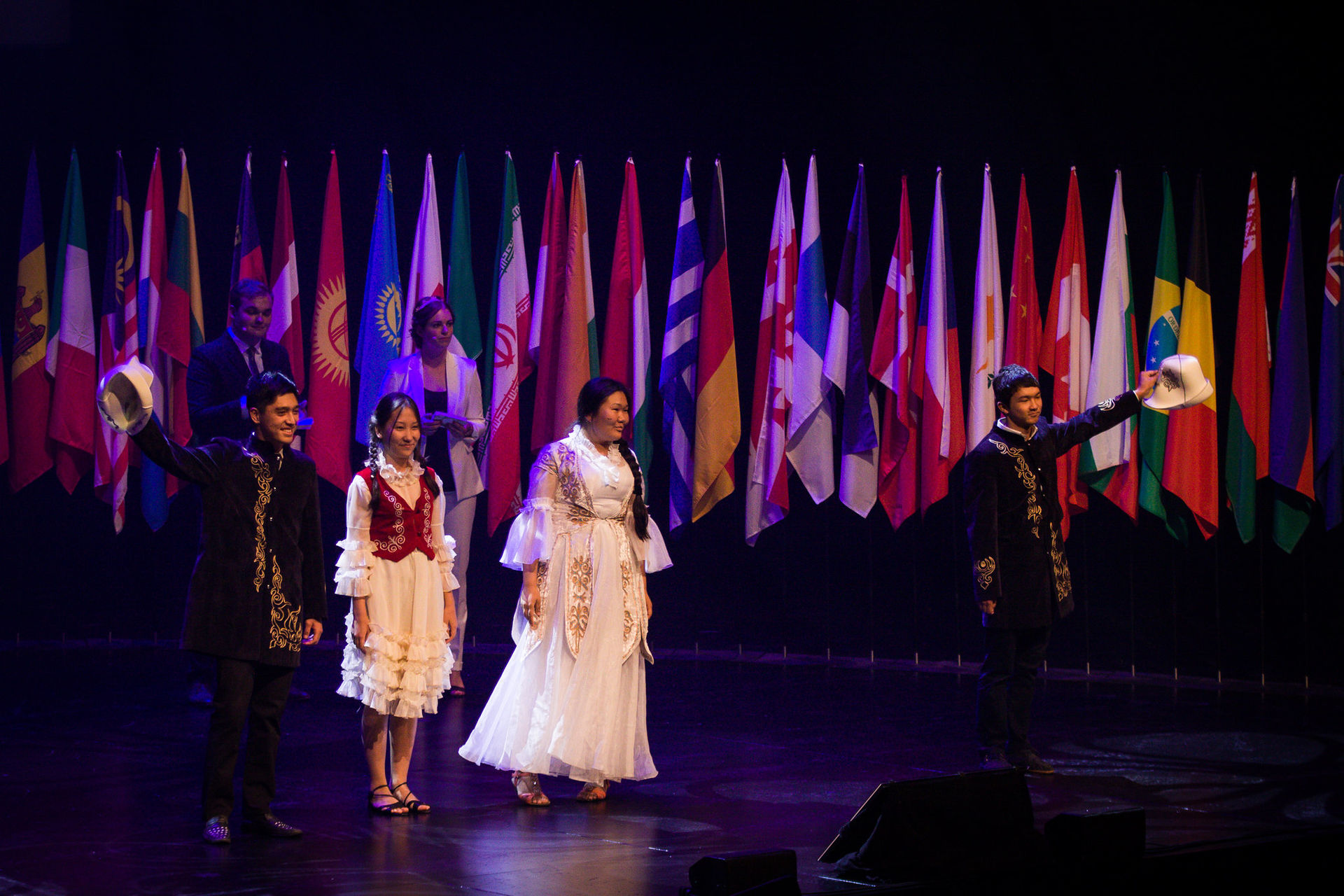

국제생물올림피아드(International Biology Olympiad, IBO)는 20살 미만의 고등학생들이 참석하는, 매년 열리는 국제 생물 경시대회이다. 각 참가국들은 통상적으로 출전 학생 4명과 함께 인솔자 1명, 그리고 참관자 2명 이상으로 구성된 팀을 파견한다. 대한민국은 1998년 독일에서 열린 제 9회 대회부터 꾸준히 출전하였으며, 2010년에는 경상남도 창원에서 국제생물올림피아드를 개최하였다. 대한민국은 한국생물올림피아드를 통해 대표 학생을 선발하며, 한국생물올림피아드위원회에서 선발 과정 및 국제생물올림피아드 참가를 주관한다.

## 시험 방식
평가는 이론 시험과 실험 시험으로 구성된다. 이론 시험은 보통 A, B의 두 부분으로 구성되며, 실험 시험은 90분씩의 시간이 주어지는 네 번의 실험으로 구성된다.

## 국제생물올림피아드 개최 현황
1. 구 체코슬로바키아, 올로모우츠 1990
2. 구 소비에트 연방, 마하치칼라 1991
3. 구 체코슬로바키아, 포프라트 1992
4. 네덜란드, 위트레흐트 1993
5. 불가리아, 바르나 1994
6. 타이, 방콕 1995
7. 우크라이나, Artek 1996
8. 투르크메니스탄, 아시가바트 1997
9. 독일, 킬 1998
10. 스웨덴, 웁살라 1999
11. 터키, 안탈리아 2000
12. 벨기에, 브뤼셀 2001
13. 라트비아, 리가 2002
14. 벨라루스, 민스크 2003
15. 오스트레일리아, 브리즈번 2004
16. 중화인민공화국, 베이징 2005
17. 아르헨티나, 리오쿠알토 2006
18. 캐나다, 새스커툰 2007
19. 인도, 뭄바이 2008
20. 일본, 쓰쿠바 2009
21. 대한민국, 창원 2010
22. 중화민국, 타이베이 2011
23. 싱가포르 2012
24. 스위스, 베른 2013
25. 인도네시아, 발리 2014
26. 덴마크, 오르후스 2015
27. 베트남, 하노이 2016
28. 영국, 워릭 2017
29. 이란, 테헤란 2018
30. 헝가리, 세게드 2019[2]
31. 일본, 나가사키 2020
32. 포르투갈, 리스본 2021
33. 아르메니아, 예레반 2022
34. 러시아, 소치 2023 (예정)

## 같이 보기
- 한국생물올림피아드